# Vedes
Die Vedes AG (Eigenschreibweise: VEDES) ist eine Fachhandelsorganisation für Spiel und Freizeit. Die Einkaufsgenossenschaft wurde 1904 als Vereinigung Deutscher Spielwarenhändler in Leipzig gegründet.
Der Verbundgruppe gehören heute ca. 800 Einzelhändler mit ca. 1.000 Geschäften in Deutschland, Österreich, Italien, den Niederlanden, Luxemburg, Ungarn und der Schweiz an. Die Zentrale des Verbundes befindet sich in Nürnberg.

## Aktionäre
(Stand: 31. Dez. 2021)
- Vedes eG – 83 %
- Spielzeug-Ring eG – 17 %

## Geschichte
Die Vereinigung Deutscher Spielwarenhändler wurde am 6. März 1904 von Georg Langelittig und 13 weiteren Gründungsmitgliedern in Leipzig als eine Einkaufgenossenschaft gebildet. 1911 wurde die Zentrale der Einkaufgenossenschaft nach Berlin verlegt. 1920 entstand die Firmenbezeichnung „Vedes“ und das erste Logo, der „Tannenbaum mit 3 Kerzen“. Ab 1925 vertrieb die Vedes ihre Produkte auch per Katalogverkauf. 1929 wurde in der Nürnberger Moltkestraße das Vedes-Haus als neue Zentrale eingeweiht. Aus diesem musste man aber 1943 wegen Kriegsschäden in ein Gebäude in der Blumenstraße ausweichen. Als auch dieses Ausweichquartier 1945 zerstört wurde, zog die Zentrale in die Frommannstraße.
1948 teilten sich die damals 211 Mitglieder auf: Es verblieben 134 in der Westzone, 62 in der Ostzone und 15 im europäischen Ausland. 1950 war die Vedes eine wesentliche Mitgründerin der Nürnberger Spielwarenmesse. 1964 wurde in Nürnberg das neue Vedes-Haus mit tausend Quadratmetern Ausstellungsfläche in der Altenbergerstraße (heutige Sigmundstraße) eingeweiht. 1965 wurde das neue Logo „Vedes-Schiff“ kreiert und löste den Tannenbaum ab. Außerdem wurde der Begriff „Vedes-Fachgeschäft für Spiel + Freizeit“ installiert und verwendet. Nachdem ab 1967 Werbung in Illustrierten und im Fernsehen geschaltet wurde, gründeten 1969 311 Mitglieder den „Spielzeug-Ring“. 1973 wurde die „SF Spiel + Freizeit Handelsbetriebe GmbH“ gebildet, welche die Sicherung von Verkaufsflächen und Erhaltung von Vedes-Fachgeschäften zur Aufgabe erhielt. 1974 wurden mit der „Vedes AG“ in St. Gallen in der Schweiz und der „Vedes Spiel + Freizeit Handels Ges. mbH“ in Wien in Österreich die ersten Tochtergesellschaften im Ausland für die dort ansässigen Mitgliedsbetriebe gegründet. Ihr folgte 1977 die Gründung der „Vedes-Benelux BV“ für die Mitglieder in den Niederlanden und Belgien. 1986 wurde mit dem „Vedes-Würfel“ als Symbol für Spiel + Freizeit ein weiteres neues Vedes-Logo eingeführt, welches 2001 durch das heute noch verwendete Logo, den Vedes-Ball, ersetzt wurde. 2004 beging die Vedes-Gruppe mit „100 Jahre Vedes“ und „35 Jahre Spielzeug-Ring“ zwei Jubiläen. Die Zentrale und die Logistik zogen innerhalb Nürnbergs auf das ehemalige Grundig-Areal, auf dem Europas größte Musterhalle für Spiel und Freizeit erbaut wurde.
Seit 2008 kooperiert die Vedes-Gruppe mit Duo schreib & spiel.
Zum 1. Januar 2014 übernahm Vedes das operative Großhandelsgeschäft der Firma Hoffmann Spielwaren. Im Januar 2015 wurde die Schließung des Lagers in Nürnberg bekanntgegeben. Die Logistik erfolgt inzwischen im westfälischen Lotte, dem ehemaligen Hauptsitz der Firma Hoffmann. Durch die Schließung in Nürnberg fielen bis zu hundert Arbeitsplätze weg.
Heute sind Händler aus sieben europäischen Ländern unter dem Vedes-Dach vereint. Vedes betreibt die Plattformen vedes.com, babys-world (Babyausstattung) und mc-vedes (Modelleisenbahnbedarf) zum direkten Online-Einkauf oder zur Bestellung ins Fachgeschäft.